# Nándor Ecseki
Nándor Ecseki (13 de octubre de 1996) es un deportista húngaro que compite en tenis de mesa, en las modalidades de dobles y dobles mixto.
En los Juegos Europeos de Cracovia 2023 consiguió una medalla de plata en la prueba de dobles mixto.  Ganó una medalla de  en el Campeonato Europeo de Tenis de Mesa de 2021, en la prueba de dobles.

## Palmarés internacional
| Juegos Europeos    | Juegos Europeos    | Juegos Europeos   | Juegos Europeos |
| Año                | Lugar              | Medalla           | Prueba          |
| ------------------ | ------------------ | ----------------- | --------------- |
| 2023               | Cracovia (Polonia) | Medalla de plata  | Dobles mixto    |
| Campeonato Europeo |                    |                   |                 |
| Año                | Lugar              | Medalla           | Prueba          |
| 2021               | Varsovia (Polonia) | Medalla de bronce | Dobles          |